# Varanus reisingeri
Varanus reisingeri är en ödleart som beskrevs av Eidenmüller och Wicker 2005. Varanus reisingeri ingår i släktet Varanus och familjen Varanidae. Inga underarter finns listade i Catalogue of Life.
Arten förekommer på ön Misool (även Pulau Batanme) i Indonesien väster om Nya Guinea. Honor lägger ägg.